# 中小坂鉄山
中小坂鉄山（なかおさかてつざん）は、群馬県甘楽郡下仁田町にあった鉄鉱山で、上信電鉄下仁田駅周辺の下仁田町中心部から約2.5キロ北西側の、下仁田方面から長野県佐久市方面へと抜ける中山道のかつての脇往還であり、現在の国道254号沿いに位置している。
中小坂鉄山は江戸時代末期に発見されたと考えられ、幕末には水戸藩が設立した那珂湊反射炉で使用される鉄を供給したり、江戸幕府による溶鉱炉建設予定地ともなった。明治維新後は、明治7年（1874年）にはイギリス人技師を雇い入れ、洋式高炉などの近代的な製鉄設備の建設を開始し、イギリス人技師とスウェーデン人技師の技術指導のもとで本格的な近代製鉄を始業し、民間経営で良質な鉄を比較的安価に生産することに成功して日本の製鉄業の草分けとなった。その後は昭和36年（1961年）まで断続的に操業が行われた。
中小坂鉄山の東約2キロのところに、中小坂鉄山とほぼ同時期の江戸時代末期に発見され、昭和期まで採鉱が断続的に続けられた近江山鉱区があり、西側約1キロの場所には春日田鉱区があって、ともに中小坂鉄山と同じ鉄鉱石を採掘し、特に昭和の戦前期には中小坂鉄山と一体として鉱山経営が進められた。この記事内では近江山鉱区、春日田鉱区についても適宜触れていく。

## 地質学的特徴

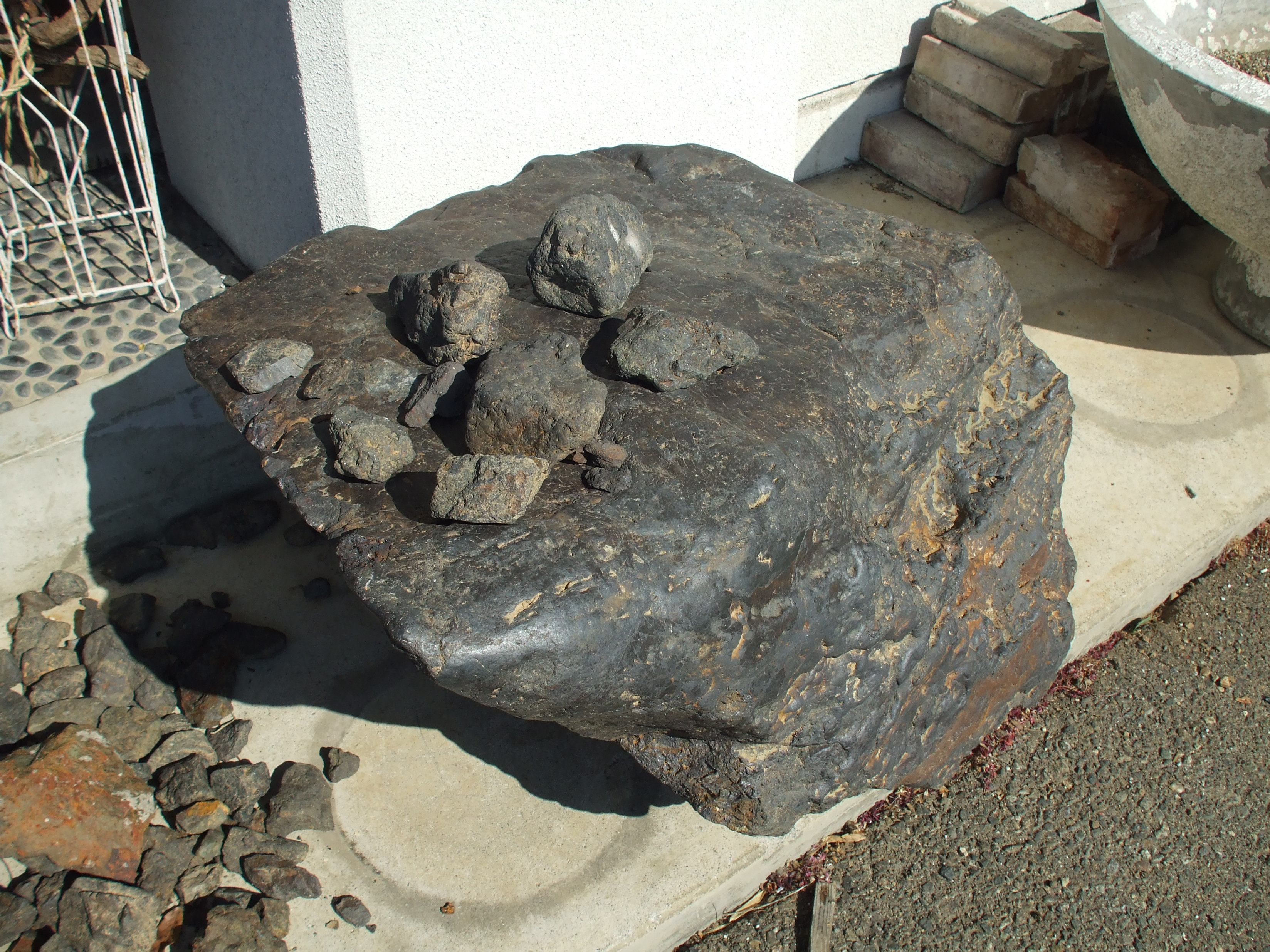
中小坂鉄山で採掘された磁鉄鉱

中小坂鉄山は、上信電鉄下仁田駅周辺の下仁田町中心部から西方へ流れる森沢川流域から、東側は南蛇井駅周辺まで広がる南蛇井層と呼ばれる地層と、南蛇井層の北部に貫入した平滑花崗岩とが接する付近にある。南蛇井層と平滑花崗岩は領家帯に属しており、南蛇井層は検出された放散虫からジュラ紀後期の海生層由来で、日本列島に付加した付加体であり、平滑花崗岩は約6400万年前に南蛇井層に貫入したマグマが固まったものと考えられている。
南蛇井層は泥岩と砂岩が交互に堆積した形態を基本とし、砂岩がレンズ状に堆積した箇所も多く、またチャートや石灰岩がレンズ状に分布した部分も見られ、一部はメランジュ状になっている。その南蛇井層に平滑花崗岩となるマグマが貫入したことが引き金となって、磁鉄鉱が主体である中小坂鉄山の鉱床が形成されたと考えられているが、鉱床形成のメカニズムは現在のところはっきりとしていない。

## 江戸時代の中小坂鉄山

### 中小坂鉄山の発見と開発の開始
中小坂鉄山が発見された時期については、文献によれば早いものでは天保年間（1830年-1844年）、続いて弘化年間（1844年-1848年）、そして嘉永2年（1849年）、嘉永3年（1850年）、嘉永6年（1853年）とするものが見られる。現在のところ中小坂鉄山の発見時期は確定できないが、嘉永年間（1848年-1854年）との説が有力である。
江戸時代末期に発見されたと考えられる中小坂鉄山は、続いて鉱山開発が開始された。まず鉱山近隣のカベッチャラという場所でたたら製鉄を行ったと考えられる溶鉱炉を仮設し、製鉄を開始したところ良好な結果が出たため、多くの職工を雇い入れ上で字反替戸という場所で本格的な製鉄を開始したが、鉱山経営に不慣れであった上に、設備の不十分さと交通の便の悪さなどにより数年で失敗したと伝えられている。

### 水戸藩の反射炉と中小坂鉄山

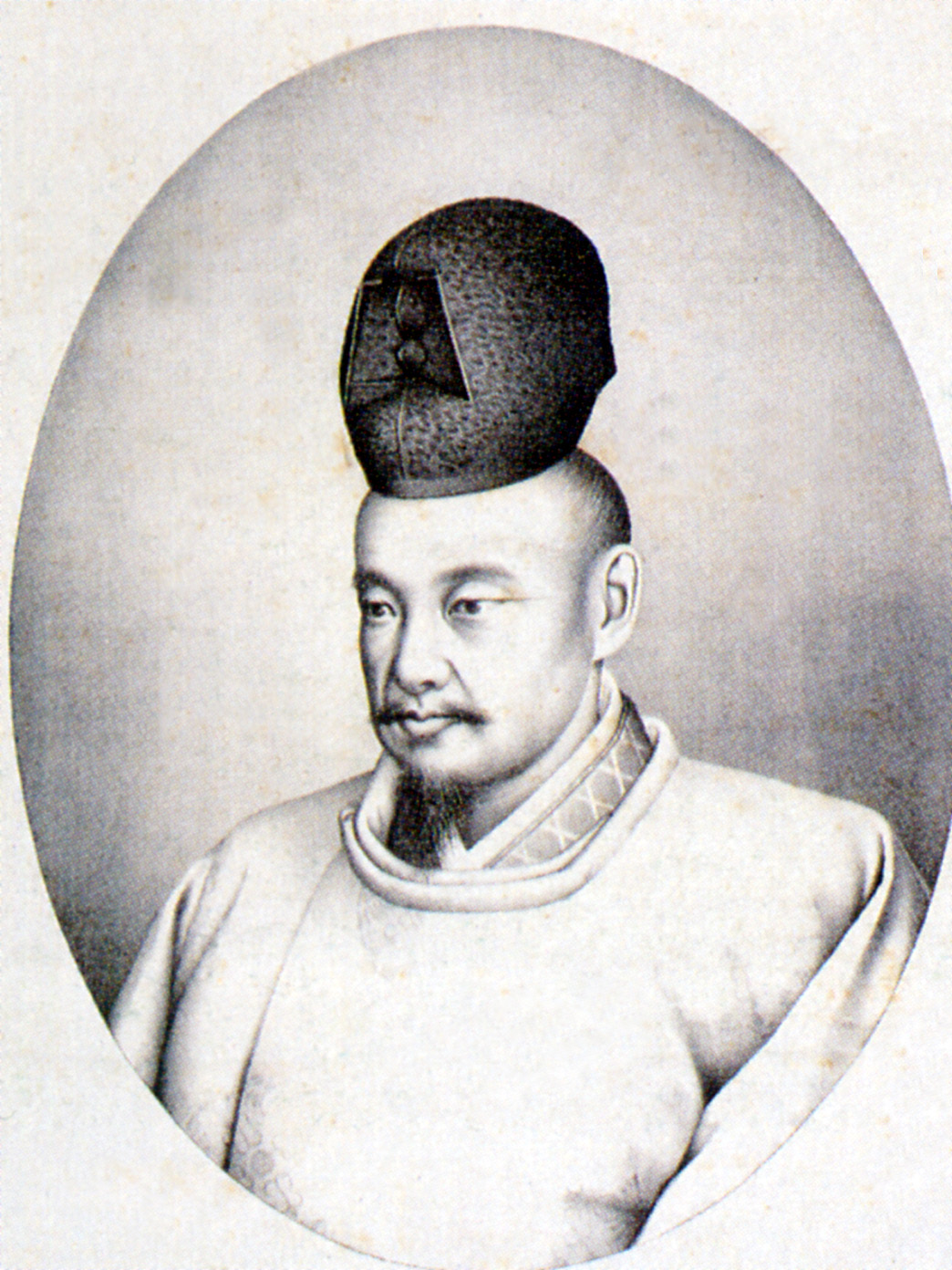
反射炉を建造し鉄製大砲の鋳造を計画した徳川斉昭

中小坂鉄山が発見され、鉱山開発が開始された幕末期は、諸外国との緊張が高まりを見せており、1850年代、とりわけ嘉永3年1853年のペリー来航以降、幕府や諸大名が大砲鋳造に取り組むようになってきた。すでに18世紀末の段階で欧米では旧来の青銅製の大砲ではなく、鉄製の大砲が用いられているようになっていたが、1840年代、高島秋帆そして江川英龍らが鉄製の大砲の採用を進言した。しかし1850年代以降、各地で反射炉が建設されて鉄製の大砲が鋳造されたが、せっかく鋳造された大砲の多くが不良品であった。鉄製大砲の鋳造が上手くいかない原因は、これまでの日本の製鉄原料となっていた砂鉄が大砲の砲身の材料鉄としては不向きで、岩鉄すなわち鉄鉱石の鉄を用いる必要があると考えられた。
当時、水戸藩の徳川斉昭は強硬な攘夷思想を持っており、攘夷を果たすことを目的として反射炉を建設して鉄製の大砲を鋳造することにした。しかし斉昭の強硬な攘夷思想の影響もあって、水戸藩内には蘭学など西洋の技術を学んだ人材がいなかったため、南部藩士の大島高任など、藩外部から人材の派遣を受けて反射炉の建造を進めることになった。
大島高任は鉄製大砲の鋳造には鉄鉱石の鉄を用いる必要があると判断していた。安政3年（1856年）、大島は中小坂鉄山の鉄鉱石を鑑定し、大砲鋳造用の鉄の原料として極めて優秀な鉱石であるとした。そこで中小坂鉄山の鉄、約1800貫目が数回に分けて那珂湊に建設された水戸藩の反射炉で用いるために運ばれることになった。
安政3年7月22日（1856年8月22日）、那珂湊反射炉で中小坂鉄山の銑鉄354貫目が装入されたが、炉内で上手く融解が進まず中小坂鉄山の鉄では大砲鋳造は成功しなかった。同じく安政3年（1856年）、水戸藩より中小坂鉱山の現地に調査が行われ、鉄鉱石の精練を行うための高炉建設を、中小坂鉱山の現地と水戸藩領内のどちらで行うのが有利であるかについて調査が行われた。調査は鉱石を運搬する費用、木炭や石炭の価格、そして人件費を比較して、中小坂と水戸藩領内のどちらがコスト的に安価に済むか検討がなされた。しかし水戸藩の財政難のために中小坂鉱山の鉄鉱石を利用する高炉建設は行われることがなく、安政5年（1858年）からの安政の大獄の中で、水戸藩の反射炉を用いた大砲鋳造事業は中断されることになった。
中小坂鉄山では、水戸藩の反射炉で大砲を鋳造するための鉄を得るための採掘等は安政5年（1858年）以降行われなくなったと考えられるが、安政5年（1858年）から文久年間（1861年-1864年）にかけて、中小坂鉄山は試掘が続けられていたことを示す文書が残されている。

### 小栗忠順と中小坂鉄山
万延元年遣米使節の目付として渡米した小栗忠順は、ワシントン海軍工廠などの見学を通じて、日本に鉱工業を興す必要性を痛感した。小栗の進言によって慶応元年（1865年）横須賀造船所の建設が開始され、横須賀造船所で用いる鉄の供給元として中小坂鉄山が注目されることになった。
慶応元年（1865年）5月、小栗忠順らは中小坂鉄山の開発と溶鉱炉の建設を行うよう建議を行った。建議の中で小栗らは、まず当時の情勢は軍備増強が望まれている状況であり、そのため鉄山を開発する重要性が高まっており、小幡藩領内の中小坂には良質な鉄鉱石が大量に存在し、また小幡藩主も幕府の高炉建設に賛成していることを述べていた。建議の結果、慶応元年（1865年）閏5月には中小坂鉄山に溶鉱炉を建設するための見分が武田斐三郎らによって実施された。見分の結果、中小坂鉄山の鉄鉱石は埋蔵量が豊富である上に品位が極めて高いため、中小坂に溶鉱炉を建設することとしたいが、近くで採掘される石炭は十分な供給量が見込めないため、当面木炭を使用する方針であること。予算の都合でまず半鉱炉1基を建造することが望ましいとの報告がなされた。
慶応元年10月12日（1865年11月29日）、幕府は中小坂鉄山の領主である小幡藩主に対して、中小坂鉄山に溶鉱炉を建設するよう通達が出され、同年中に陸軍奉行から勘定奉行に対し、中小坂鉄山の半鉱炉で使用するための炭を確保するため、御用林の使用について相談がなされている。続く慶応2年（1866年）には溶鉱炉建設のための水運についても調査が行われたが、慶応3年10月14日（1867年11月9日）には大政奉還が行われ、江戸幕府の手による中小坂鉱山の溶鉱炉建設は日の目を見ることはなかった。

## 明治初年の中小坂鉄山
明治維新後の中小坂鉄山は、まず土御門家の家臣であった内藤建十郎が明治3年（1870年）3月、小幡藩に対して鉱山開発願を行い、小幡藩より民部省に届出された内藤の開発願は受理され、4月には許可が下りた。しかし内藤は早くも同年5月には坪内半助、稲垣静雄、野村誠一郎の三名に権利を譲渡してしまった。
坪内半助、稲垣静雄、野村誠一郎の三名は、中小坂の村方の承諾を受けた上で改めて小幡藩に届出を行い、民部省からの鉱山開発許可は7月に下りた。坪内、稲垣、野村は職工を雇用して溶鉱炉の建設に取り掛かる直前になって、野村が他の二名に無断で小諸へ行ってしまったため、建設は中断された。やがて野村は小諸から戻ってきたが、まもなく金策のために渋川へ行き、その後やはり金策のため東京へ向かった。ところが野村からなかなか連絡がないため、東京の野村のところへ使者を立てて意向を尋ねたところ、野村は和式の製鉄法では十分な成果が望めないため中小坂鉱山開発から手を引く意向を示した。そのような中、もともと一橋家の家臣であった稲垣は徳川宗家が移住していた駿府へ向かい、坪内も金策に困ったことが原因と思われる「故障」のために事業から撤退した。すると12月になって突如野村が仲間を連れて中小坂に戻り、村人に無断で溶鉱炉を建設し始めた。
明治4年（1871年）5月には溶鉱炉が完成した。このとき完成した溶鉱炉は洋式を模したものであるが、基本的な構造はたたら炉であったものと考えられている。当時の溶鉱炉の操業場所や、水車送風を行っていたとの説はあるものの溶鉱炉の詳細な状況は現在のところ不明である。明治4年（1871年）8月には製鉄を開始し、250貫目の銑鉄が出銑したが、溶鉱炉が破損してしまい同年中は補修に費やされた。明治5年（1872年）1月以降もしばらくは不調が続いたが、5月以降は銑鉄の生産に成功するようになった。そして生産された銑鉄と中小坂鉄山の鉄鉱石の一部は、オーストリア＝ハンガリー帝国のウイーンで開催される万国博覧会への出品候補とするために群馬県を通して工部省に送られた。
明治5年（1872年）8月になって、野村誠一郎は新川県の官吏に任命されたために中小坂鉄山の経営を離れ、鵜飼五郎兵衛、竹林市右衛門、小島市助、繁沢庄兵衛、酒井謙次郎の五名に権利を譲った。明治5年（1872年）には中小坂鉄山ではかなりの鉄を生産しており、50名から150名、多いときには170名の人々が働いていた記録が残っている。生産された銑鉄は下仁田、上田、東京などへ売却されたが、溶鉱炉建設の費用や諸経費が利益を上回り、中小坂鉄山の経営は赤字経営が続いていた。
そのような中、中小坂鉄山の経営にトラブルが発生した。かつていったん「故障」のために中小坂鉄山の経営から手を引いた坪内半助が、矢野正恭、松本文吉、佐々木順治の四名で明治5年（1872年）11月に中小坂鉄山の鉱山開拓願を提出し、明治6年（1873年）2月には東京府から許可が下りてしまった。しかし中小坂鉄山は鵜飼ら五名の手によって稼動されており、ここに許可が重複してしまった。群馬県は工部省に伺いを立てたところ、工部省は双方の示談による解決を求め、群馬県が仲裁に入るよう依頼した。群馬県そして明治6年（1873年）6月15日以降は熊谷県の仲裁によって、明治6年（1873年）7月には双方は合併し、一つの会社組織となった。しかし明治6年（1872年）12月には経営権は丹羽正庸へ譲渡された。丹羽の手によって中小坂鉱山は新たな発展を遂げることになる。

## 本格的な洋式設備による鉱山・製鉄所の誕生

### 丹羽正庸による経営開始と外国人技術者

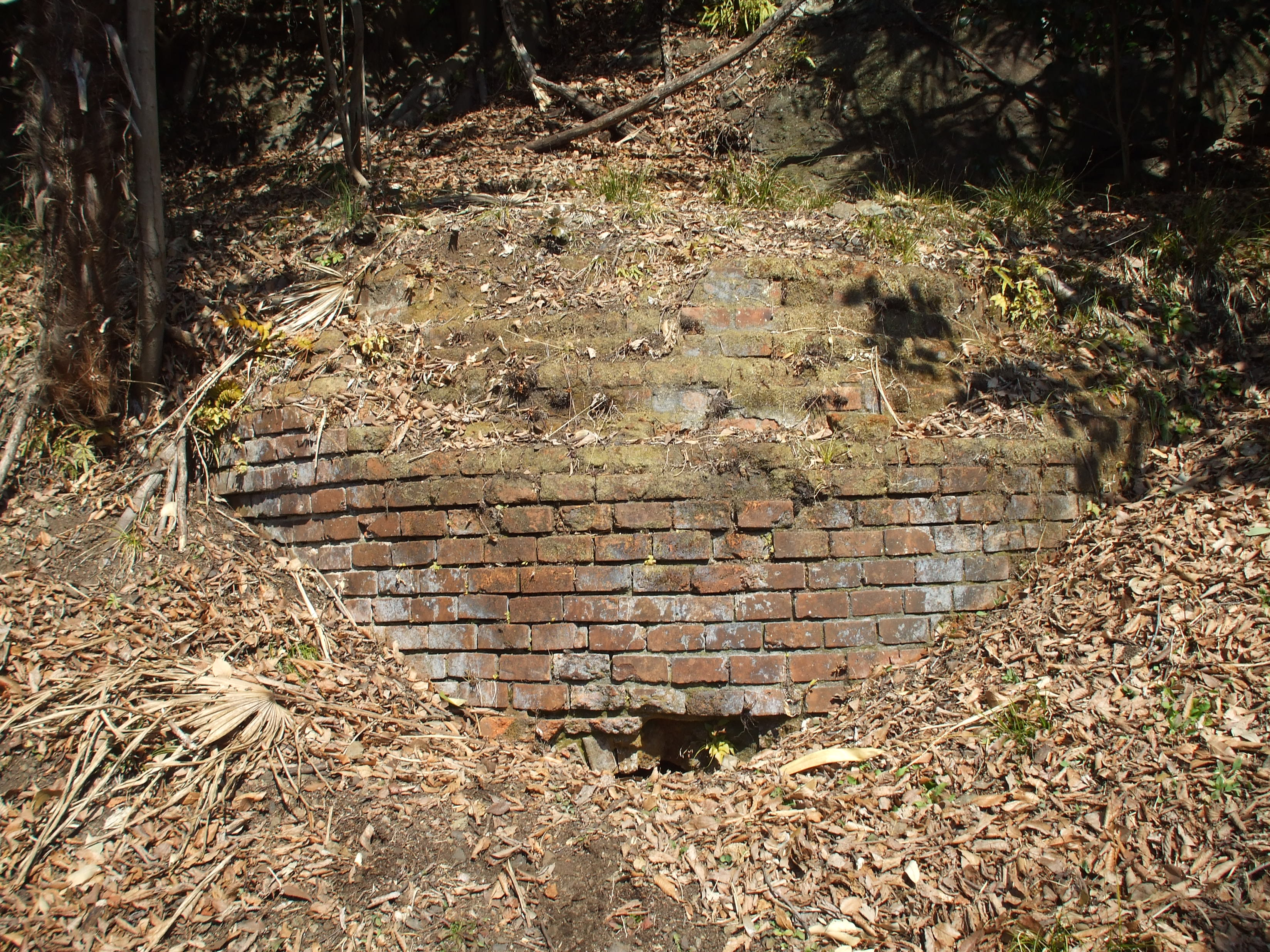
中小坂鉄山の製鉄所焙焼炉跡

丹羽正庸は三条家の諸大夫を勤めていた丹羽家の生まれで、正庸も三条実万、三条実美に仕えてきた。明治初年、丹羽正庸は森寺常徳と共に三条家の金銭出納を担っていた。明治6年（1873年）12月に中小坂鉄山の経営権の譲渡を受けた丹羽正庸は、明治7年（1874年）2月から3月にかけて、「坑業譲請願」を各所に提出した。3月には工部卿であった伊藤博文の名で許可が下り、丹羽は東京府知事などを勤めた由利公正と、三浦安の支援を受けつつ、本格的な中小坂鉄山の開発に乗り出すことになった。
丹羽正庸はまずイギリス人鉱山技師であるエラスムス・H・M・ガールを招聘し、これまで使用していた溶鉱炉を廃止した上で、高さ約16メートル、炉の基部の直径約5.5メートルの新たな溶鉱炉と蒸気機関の建設を進めた。ガールは明治7年（1874年）5月には丹羽正庸が経営していた北品川のガラス工場の技師に転出したが、引き続き同じくイギリス人鉱山技師であるジョセフ・ウォートルスを雇い入れ、輸入した資材を用いてイギリス式の溶鉱炉、蒸気機関、熱風炉など全ての製鉄設備等を完成させ、また中小坂鉄山の鉄鉱石採掘方法の改善も図られた。また明治8年（1875年）12月からはスウェーデン人高炉技師のアドルフ・R・ベルギレンを雇い、ウォートルス、ベルギレンの技術指導のもと、中小坂鉄山は当時の日本最先端の設備を備えた鉄山として稼動されるようになった。

### 外国技術導入による製鉄所・鉱山設備

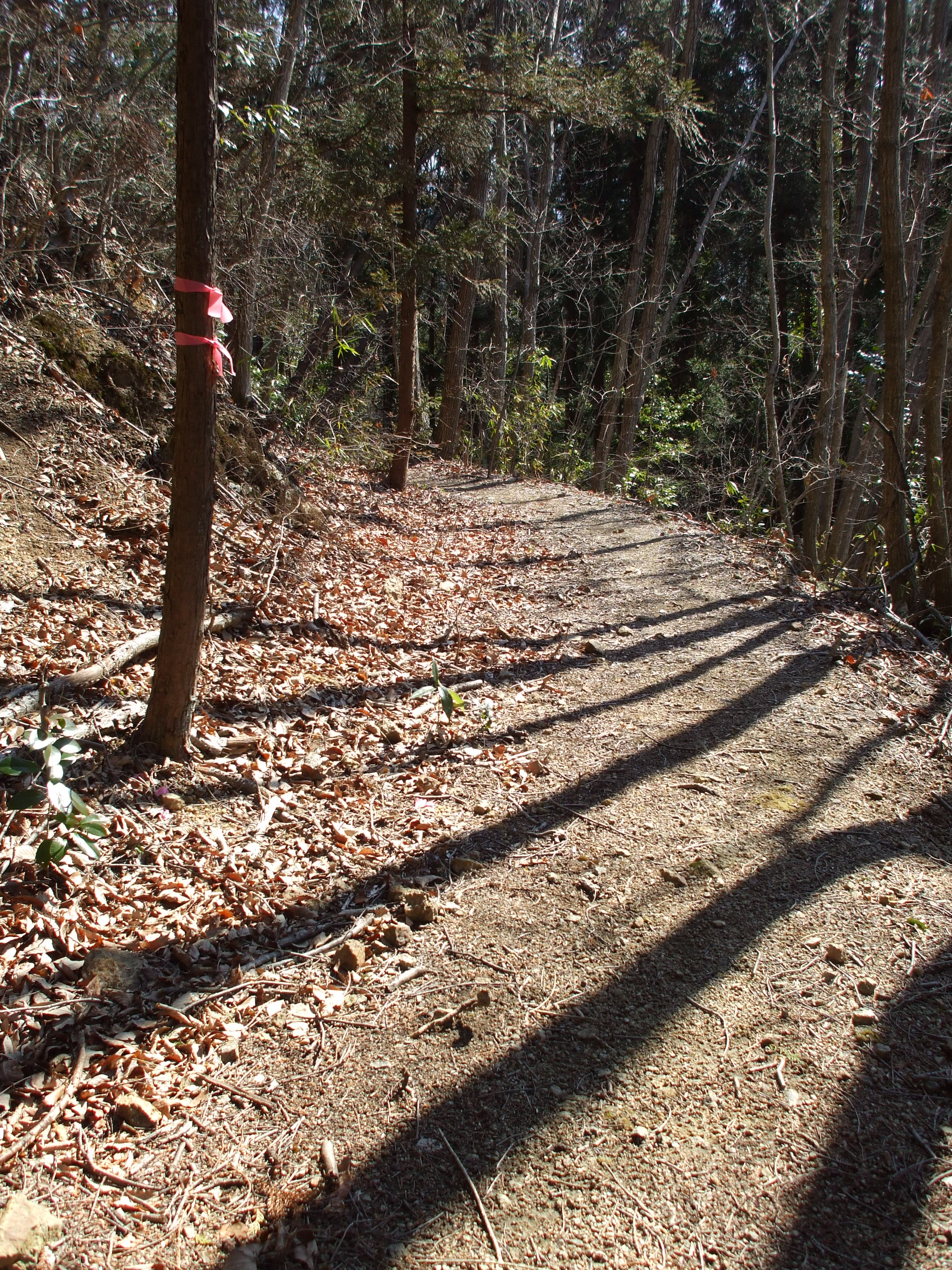
中小坂鉄山のトロッコ道跡

ガール、ウォートルスの指導により、主に輸入した資材で建設された中小坂鉄山の鉱山施設と製鉄所は、極めて効率的に設計されていた。まず鉱山施設については、中小坂鉱山は標高約440メートルの山の尾根付近にある露頭から、3本の鉱脈が山体内を下降しており、約500万トンの鉄鉱石が埋蔵されていると推定された。中小坂鉄山での鉄鉱石の採掘は、まず山の尾根にある露頭から坑道掘りで採掘が行われ、採掘された鉄鉱石は坑道内の立坑に設けられたシュートを用いて、標高約320メートルの位置に掘削された運搬用の坑道に落とされ、運搬用の坑道内で鉄鉱石はトロッコに入れられて搬出された。
採掘された鉄鉱石は引き続き、ほぼ等高線上に敷設された軌間600mmのトロッコで約668メートルの距離を運ばれた上、シュートを通って製鉄所上の焙焼炉にもたらされ、石灰石などとともに焙焼処理がなされた。焙焼処理が終了後、鉱石はクラッシャー、ハンマーを用いて高炉装入用に粒度を揃えられた。また高炉で用いられる木炭も、鉱山と反対側の沢筋に設けられた炭焼小屋から、やはりほぼ等高線上に敷設されたトロッコ軌道によって運搬された。そして焙焼処理が終了して高炉装入用に粒度が整えられた鉄鉱石と木炭は、捲揚機を用いることなくトロッコによって高炉上部に設けられた装入口より高炉に装入され、鉄鉱石と木炭を高炉まで運搬した後の、空になったトロッコは高炉上部を一周して高炉装入用の鉄鉱石と木炭の積み込み場まで戻るようになっていた。また製鉄所で用いる用水も沢筋から等高線にほぼ沿う形で製鉄所内に引水され、製鉄時に出るスラグもトロッコによってノロ捨て場に運び出すようになっていた。このように中小坂鉄山の鉱山設備と製鉄所は、運搬手段が未発達であった19世紀後半という時代において、鉄鉱石や木炭などの重量がある原料等を自然の地形を巧みに利用して運搬する効率化、省力化が図られており、その結果として製鉄コストの削減が実現されていた。
当時の中小坂鉄山で使用された木炭の原料となる木は、現在の下仁田町、安中市、南牧村にある山林から供給された。また現在の下仁田町から南牧村にかけて良質な石灰石が産出し、中小坂鉄山の製鉄に用いられた。近隣に豊富な森林資源と石灰石に恵まれた点も中小坂鉄山の経営を助けた。
ガール、ウォートルスの指導により建設された中小坂鉄山では、日本で初の蒸気機関、そして熱風の高炉内への送風を行うという方式で西洋式の高炉操業を実現し、更に高炉で生産された銑鉄を、パドル炉によって錬鉄とし、更に鍛鉄、そして銑鉄の鋳造設備も完備されており、高炉での銑鉄生産にとどまらず製品まで生産した総合的な製鉄所であるという特徴があった。1870年代当時、欧米の製鉄では転炉、平炉による鋼鉄製造がようやく広まり始めた時期であり、まだ中小坂鉄山に建設された方式と同様の、高炉、パドル炉による錬鉄製造、そして鍛鉄の製造という製鉄方法が主流であった。このような欧米で主流であった設備は当時の日本の技術力では製作が困難であったと見られ、中小坂鉄山と製鉄所の設備の多くは輸入に頼ることになった。例えば高炉の耐火レンガはイギリス製であったことが判明している。また鉱山と製鉄所の運営、管理も外国人であるウォートルス、ベルギレンの指導によって行われることになった。
中小坂鉄山のもう一つの特徴としては、鉱山での鉄鉱石採掘から鉄製品の製造に至るまでの一貫した設備を、民間資本の手によって比較的少額で建設したという点にある。丹羽正庸経営時の中小坂鉄山の建設費は、鉄鉱山と製鉄所の合計で約7万円であり、明治8年（1875年）に建設が開始された官営釜石製鉄所の建設費用に総額約237万円が費やされたことに比べて著しく安価であった。巧みに建設された鉱山設備等で省力化が図られていたこともあって、中小坂鉄山の銑鉄一トンあたりの製造単価は約36円となり、当時外国から輸入されていた銑鉄一トンあたり約50円という単価を下回ることが出来た。
このような当時の日本で最新鋭の設備を備えた中小坂鉄山で生産された鉄は、上、中、下の三種類に分別され、上は海軍省、中は高崎製鉄造所、東京鉄管製造に販売されたとの記録が残っている。明治から大正期に陸軍砲工学校で用いられた教科書には、当時世界的な鉄の産地として知られていたウエールズ南東部のブレナヴォン製鉄所製の鉄インゴットとともに、中小坂鉄山のインゴットが紹介されており、中小坂鉄山の鉄が高く評価されていたことを示している。また中小坂の製鉄所で鋳造された鉄瓶、鉄釜、火鉢などといった鉄製品も今に遺されている。

### 中小坂鉄山の経営破綻と官営化

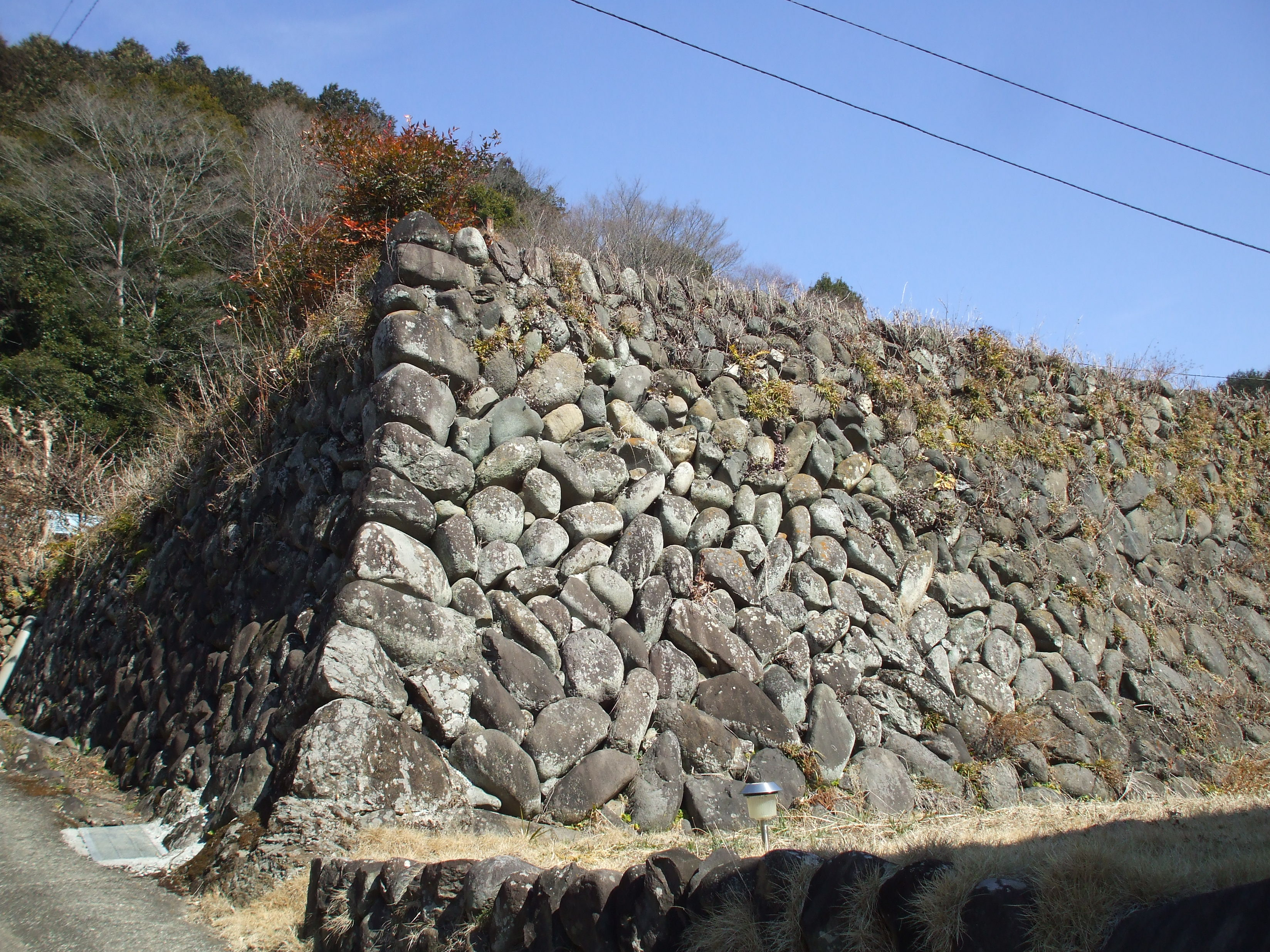
中小坂鉄山の製鉄所石垣

当時の日本としては最新鋭の設備を備え、比較的安価な建設費用と省力化によって良質な製品を安価に製造することに成功した中小坂鉄山であったが、その経営が軌道に乗ることはなかった。明治6年（1873年）の世界恐慌の影響で鉄の価格は大きく下落しており、その上にトン当たり約36円というコストで銑鉄生産に成功した中小坂鉄山に対抗して、外国からの鉄輸入業者はダンピングを行い、中小坂鉄山の鉄価格よりも更に安い価格で鉄を供給するようになった。当時の日本は不平等条約のために関税自主権がなく、外国からの安価な鉄の流入に対抗する効果的な手段は無かった。日本の鉄全体の関税率は当時の国際基準より低く定められていた上に、特に船舶のバラスト用に積み込まれた鉄材の関税率は極めて低く、恐慌の影響で安価となっている上に低関税、更にダンピングによって極めて安価な鉄が日本に輸入される状況下では中小坂鉄山の鉄は対抗出来なかった。また耐火レンガなど輸入品によって建設された鉄山と製鉄所の設備の更新のため、高価な物資の輸入を続けなければならなかった点も経営を圧迫した。
明治9年（1876年）7月、中小坂鉄山を経営していた丹羽正庸は約10万円の借財を負って経営から手を引き、由利公正と三浦安が経営を引き継いだ。経営の再建を急いだ由利らは、明治9年（1876年）11月に東京府瓦斯局からガス用鋳鉄管を大量受注をした。この受注については、東京府瓦斯局のフランス人技師であるアンリ・プレクランが中小坂鉄山と製鉄所を視察した結果、生産される鋳鉄そのものの品質の高さは認めたものの、鋳鉄管を製造する設備と技術者の不足を厳しく指摘し、ガス用鋳鉄管の製造は不可能であるとした報告を無視して行われた。果たして中小坂鉄山で製造された鋳鉄管のほとんどが著しい不良品で、東京府から前渡金として渡されたガス管製造代金と内務省勧商局からの借入金の返済に窮することになった。
経営に行き詰った由利公正らは明治10年（1877年）11月、中小坂鉄山と製鉄所を官営とし、併せて東京府や内務省勧商局などの返済すべき借財を政府に肩代わりを依頼する願を工部省に提出した。由利らの願は認められ、明治11年（1878年）5月、中小坂鉄山は官営となることが決定された。

## 官営時代とその後の中小坂鉄山

### 官営時代の中小坂鉄山
明治11年（1878年）6月26日、中小坂鉄山は正式に官営となり、鉱山局中小坂分局となった。官営となった中小坂鉄山であったが、設備面では熱風炉を一基増設し、高炉の補修を行ったのみで、基本的にこれまでの民営時代の設備をそのまま使用した。操業体制については木炭の製造、運搬をこれまで農閑期の農民の出稼ぎに頼っていたものを専属職員を置くように改め、木炭の運搬用に役牛を購入、更には木炭用の森林を新たに確保した。そして採鉱、運搬、土木工事に囚人を使役するなどという変更が加えられたが、民営時代と比較して最も大きな変化は、外国人技術者を雇うことなく日本人のみによって操業が行なわれた点である。官営での操業準備が整った明治12年（1879年）7月1日より中小坂鉄山は操業が再開された。
官営時代の中小坂鉄山の経営は不振を極めた。不振の最大の原因は、国産品を使用するようになった高炉の耐火レンガの耐火性が不足していたため、高炉操業のたびに耐火レンガの溶解や破損が発生したことであった。明治14年（1881年）7月には官営として経営を継続するか否かについて審査が行うため、工部省から係員が中小坂鉄山に派遣され、官営としては廃業が適当であるとの審査結果が出されたことにより、明治15年（1882年）1月16日、官営廃業と民間への払い下げが決定された。
しかし払い下げ希望者が現れたにもかかわらず、中小坂鉄山の払い下げはすぐには行なわれなかった。これは陸軍省と海軍省が中小坂鉄山の官営継続を工部省に要請したためで、兵器の充実を図るために鉄資源の必要性が増していた陸軍と海軍が、官営鉄鉱山である中小坂鉄山の維持を考えたものとされている。陸軍省と海軍省の要請に基づき工部省は官営の可否について再調査を行なったが、やはり官営の維持は困難であるとの結論となり、明治17年（1884年）8月19日、中小坂鉄山は坂本弥八に払い下げられた。

### 払い下げ後の中小坂鉄山
中小坂鉄山の払い下げを受けた坂本弥八は、長野県の大日向鉱山とともに鉄鉱山経営に乗り出したが、やはり思うように経営がはかどらず、数年後には製鉄業は休止され、採鉱のみが継続されることになった。明治26年（1893年）、上信電鉄の創始者である小沢武雄が鉱山経営を引き継ぎ、その後も短期間で経営者が交代した。明治39年（1906年）になって休止されていた製鉄所の経営が再開されたが、明治41年（1908年）には製鉄所の操業は再び中止され、鉱山自体も翌明治42年（1909年）に廃業となった。そして中小坂鉄山のほとんどの製鉄所設備は大正7年（1918年）に撤去された。

## 昭和時代の中小坂鉄山
昭和10年代に入り、戦時体制が強化される中、中小坂鉄山は採鉱が再開されることになった。昭和12年（1937年）10月28日、中小坂鉄山の開山式が行なわれ、商工大臣の吉野信次が来賓として招かれた。昭和期の中小坂鉄山は、中小坂鉄山の東約2キロのところにある近江山鉱区と、西側約1キロの場所にある春日田鉱区とともに採鉱が行なわれた。再開された中小坂鉄山は当時の新鋭機械を利用した探鉱が行なわれ、採掘された鉄鉱石は明治時代に使用されたトロッコ道を再利用して運搬された。当時、中小坂鉄山では90名を越える従業員が就労していたとされ、鉱山再開直後の昭和13年（1938年）1月12日には死者6名を出した落盤事故も発生した。
中小坂鉄山で採鉱された鉄鉱石は、主に京浜地区の製鉄所に輸送されていたが、第二次世界大戦末期の空襲によって京浜地区の製鉄所の機能が失われたことにより、中小坂鉄山の鉄鉱山としての役割も失われた。
戦後の中小坂鉄山は数人の経営者が替わる中、小規模な鉄鉱石の採鉱が続けられていたが、昭和36年（1961年）に閉山となった。

## 中小坂鉄山の特徴
良質の磁鉄鉱を産出した中小坂鉄山は、幕末期に水戸藩の反射炉で用いる鉄の原料供給地の一つとなり、小栗忠順が主導した江戸幕府の溶鉱炉建設計画の予定地となった。そして明治時代初期に民間資本によって当時の日本最先端の製鉄設備を備えた、採鉱から製品製造までの一貫したシステムが整えられた鉄鉱山となった。中小坂鉄山は幕末から明治時代初期にかけての日本の産業史、そして鉱工業の技術史に大きな足跡を残したといえる。
中小坂鉄山の産業遺産は、平成21年（2009年）2月、経済産業省が認定した「近代化産業遺産群 続33」の「産業用の耐火煉瓦製造の進展と原料開発の歩みを物語る近代化産業遺産群」の一つとして認定されている。